# Creation Engine
O Creation Engine é um motor de jogos eletrônicos 3D criado pela Bethesda Game Studios, baseado no motor Gamebryo. O Creation Engine foi usado para criar videogames RPG, como The Elder Scrolls V: Skyrim, Fallout 4 e Fallout 76. Sua nova versão, Creation Engine 2, vai fazer estreia em 2023 com o jogo Starfield.

## Desenvolvimento
Depois de usar o motor do Gamebryo para criar The Elder Scrolls III: Morrowind, The Elder Scrolls IV: Oblivion e Fallout 3, a Bethesda decidiu que as capacidades do Gamebryo estavam se tornando muito desatualizadas e começou a trabalhar no Creation Engine para seu próximo jogo, The Elder Scrolls V: Skyrim, bifurcando a base de código usada para Fallout 3.
Após a conclusão de Skyrim, Bethesda decidiu aprimorar o núcleo gráfico do motor de criação, adicionando primeiro um renderizador diferido, baseado fisicamente para permitir uma iluminação mais dinâmica e pintar superfícies de objetos de materiais com materiais realistas. Bethesda trabalhou com a empresa de tecnologia Nvidia, para implementar iluminação volumétrica por meio de uma técnica que faz uso de tesselação de hardware.  Além disso, a versão atualizada do Creation Engine que alimenta o Fallout 4 da Bethesda oferece uma geração de personagens mais avançada.
Pouco antes do lançamento de Fallout 4, enquanto a Bethesda Game Studios começava o desenvolvimento de Starfield e conteúdo para download para Fallout 4, o que atualmente é a Bethesda Game Studios Austin (na época, BattleCry Studios) foi encarregado de modificar o Creation Engine para suportar conteúdo multijogador em preparação para o desenvolvimento do Fallout 76. Em conjunto com a Id Software (como Bethesda Softworks, uma subsidiária da ZeniMax Media), BattleCry tentou integrar o código de rede Quake da Id ao motor do Fallout 4. Isso foi considerado um desafio por especialistas da indústria de jogos online. Um problema principal enfrentado pelos desenvolvedores era que os componentes do motor central (datando do Gamebryo usado em The Elder Scrolls III: Morrowind), como missões ou carregamento de mundos, eram projetados centralizando-se em um único jogador (apelidado de "Atlas" pelos desenvolvedores para seu papel de sustentar a estrutura do mundo do jogo carregado), um paradigma que precisaria mudar fundamentalmente para permitir que vários jogadores abrangessem vários mundos.[carece de fontes?]
Além das mudanças de rede no motor usado no Fallout 4, a implementação do motor no Fallout 76 foi descrita na revelação da E3 do jogo como tendo "toda nova renderização, iluminação e tecnologia de paisagem". A Bethesda Game Studios afirma que as melhorias também permitem um aumento de 16x nos detalhes e a capacidade de visualizar sistemas meteorológicos únicos ocorrendo à distância.[carece de fontes?]

## Jogos que usam aCreation Engine
- The Elder Scrolls V: Skyrim (2011)
  - The Elder Scrolls V: Skyrim – Special Edition (2016)
  - The Elder Scrolls V: Skyrim VR (2017)
- Fallout 4 (2015)
  - Fallout 4 VR (2017)
- Fallout 76 (2018)

## Jogos que usam aCreation Engine 2
- Starfield (2023)
- The Elder Scrolls VI